# Tectaria trifoliata
Tectaria trifoliata är en ormbunkeart som först beskrevs av Carolus Linnaeus, och fick sitt nu gällande namn av Antonio José Cavanilles. Tectaria trifoliata ingår i släktet Tectaria och familjen Tectariaceae. Inga underarter finns listade.